# Дрво дивље крушке (филм)
Дрво дивље крушке (тур. Ahlat Ağacı ) је турска драма из 2018. режисера Нурија Билгеа Џејлана. Филм је селектован да се такмичи за Златну палму на Филмском фестивалу у Кану 2018. Такође је изабран као званична турска номинација за најбољи међународни филм на 91. додели Оскара, али није номинован.

## Прича
Синан је амбициозни млади писац који је управо завршио факултет. Враћајући се у свој родни град Чан, покушава да пронађе локална финансијска средства за објављивање свог дебитантског рукописа, који он назива „необичним мета-романом о ауто-фикцији“, али открива да су мештани незаинтересовани. Такође открива да је његов ексцентрични отац Идрис дозволио да због зависности од коцкања изгубе значајан део породичног богатства и статуса. Забринут за своје изгледе и каријеру и што се нашао у друштвеној изолацији у свом руралном родном граду, Синан лута селом и упушта се у низ оштрих разговора са разним рођацима и локалним становништвом, укључујући етаблираног писца и два имама који имају различита мишљења о месту религије у модерном свету.
На крају, згрожен очевим коцкањем и сумњом да је украо новац, Синан продаје очевог вољеног пса за новац да би објавио своју књигу. Потом напушта град да би служио војни рок. Када се врати, сазнаје да му је отац напустио породицу и да сада живи као сеоски пастир. Њих двоје се поново повезују. У пријатељском разговору Идрис открива да је одустао од свог дуготрајног донкихотовског покушаја да ископа бунар на свом сушном имању, и да је читао и уживао у његовој књизи (што га чини једином особом која је, изгледа, уживала у књизи). У надреалном тренутку изгледа да се Синан обесио о напуштени бунар, али филм тада нагло прелази на Идрисово буђење. Тражећи свог одсутног сина, он одлази до бунара и проналази Синана на дну, и наставља да копа.

## Глумачка подела
- Ајдин Догу Демиркол као Синан Карасу Мурат Цемцир као Идрис Карасу (Синанов отац)  Бену Јидлирмлар као Асуман Карасу (Синанова мајка)  Хазар Ергуцлу као Хатиџе  Серкан Кескин као Сулејман  Тамер Левент као Реџеп (Идрисов отац, Синанов деда)

## Продукција
Редитељ Нури Билге Џејлан је говорећи о пројекту навео да је био инспирисан оцем и сином који су били његови суседи у месту близу Чанакалеа у Турској, где је одрастао. Акин Аксу је пристао да допринесе сценарију и да тумачи лик имама Вејсела у филму. Завршни сценарио је углавном заснован на Аксуовом личном животу и његова два аутобиографска романа. Џејлан описује филм и као делимично заснован на његовом односу са сопственим оцем. Назив филма потиче из Аксуове кратке приче Усамљеност дрвета дивље крушке.
Главни глумац Демиркол никада раније није глумио у филму, а Џејлан га је пронашао на Фејсбуку. Џејлан га је описао као „...најпаметнијег глумца којег сам срео до данас“.
Филм је првенствено сниман на локацији у граду Чанкале и граду и региону Чан. Тројански коњ на обали Чанакале (где се Синан крије током секвенце из снова) је реквизита из филма Троја.

## Пријем
На порталу Rotten Tomatoes филма оцену 94% генерисану на основу 81 критике, са просечном оценом критичара 8.4/10. Консензус критичара веб странице гласи: „Дрво дивље крушке користи искуство младог човека после дипломирања да постави промишљена, занимљива питања о животу у модерној Турској — и остатку света“. На Метакритику филм има просечну оцену 86 од 100 на основу 21 критике; филм је добио "универзално признање". Дрво дивље крушке је био један од најбоље рецензираних филмова премијерно приказанох у Кану 2018.